# Mirasaura
Mirasaura is een geslacht van de Drepanosauromorpha dat tijdens het middelste Trias leefde in het gebied van het huidige Frankrijk. De enige benoemde soort is Mirasaura grauvogeli.

## Vondst en naamgeving
Mei 1939 groef Louis Grauvogel fossielen op in de Vogezen, in Lotharingen. Hij vond twee gedeeltelijke skeletten. Bij zo'n skelet trof hij een vreemde langwerpige structuur aan die hij aanzag voor een vissenvin. Grauvogel zette zijn opgravingen voort tot 1978. Latere onderzoekers suggereerden dat het om libellenvleugels zou kunnen gaan of varenbladeren. Pas in 2019 viel het op dat zulke structuren sterk leken op de langwerpige schubben van de befaamde Longisquama in de context van de donatie dat jaar van de collectie Grauvogel door zijn dochter Léa Grauvogel-Stamm aan het Staatliches Museum für Naturkunde Stuttgart waar veel meer expertise geconcentreerd was. De donatie werd goedgekeurd door de Franse staat. De fossielen werden onderzocht met een CAT-scan. In 2022 werden de weke delen in Stuttgart eerst bestudeerd door Cristina Gascó Martín. In 2023 en 2024 werden de pigmentorganellen nader bestudeerd op het University College York door Valentina Rossi en Maria E. McNamara.
In 2025 werd de typesoort Mirasaura grauvogeli benoemd en beschreven door de Nederlandse paleontoloog Stephan N.F. Spiekman, Christian Foth, Valentina Rossi, Cristina Gascó Martín, Tiffany S. Slater, Orla G. Bath Enright, Kathleen N. Dollman, Giovanni Serafini, Dieter Seegis, Léa Grauvogel-Stamm, Maria E. McNamara, Hans-Dieter Sues en  Rainer R. Schoch. De geslachtsnaam betekent "wonderlijk reptiel". De soortaanduiding eert Grauvogel.
Het holotype, SMNS 97278, is gevonden in de Grès à meules, de onderste afzettingen van de Grès à Voltzia die dateert uit het vroege Anisien, 247 miljoen jaar oud. Het bestaat uit een skelet met schedel en onderkaken alsmede een rugkam. De postcrania zijn slecht bewaard. Het betreft vermoedelijk een onvolgroeid dier. Het tweede skelet, specimen SMNS 97279, is toegewezen. De kop is slechter bewaard, de romp beter inclusief rugkam. Verder is er een aantal losse rugkammen bewaard, de specimina SMNS 97280 (een exemplaar driemaal langer dan het holotype), SMNS 97281, SMNS 97338 en SMNS 97337. Ten slotte zijn er zesenzeventig fragmenten van rugkammen toegewezen, onder de verzamelnummers SMNS 97282–97336 en SMNS 97339–97359.

## Beschrijving

### Grootte en onderscheidende kenmerken
Mirasaura is een klein dier, nog geen dertig centimeter lang.
De beschrijvers hebben een aantal onderscheidende kenmerken vastgesteld. Twee daarvan zijn autapomorfieën, unieke afgeleide (dus nieuwe) eigenschappen, in dit geval ten opzichte van die Diapsida welke niet tot de Sauria behoren. De voorste delen van de tanden zijn geheel tandeloos. Er zijn vierentwintig ruggenwervels.
Daarnaast is er een unieke combinatie van op zich niet unieke kenmerken. Langwerpige aanhangsels van de huid steken omhoog van de voorzijde van de romp uit. De snuit is lang en smal. Het schedeldak is gewelfd. Het bovenkaaksbeen is verticaal laag. De voorhoofdsbeenderen zijn vooraan sterk ingesnoerd. De oogkassen zijn naar voren gericht. Het wandbeen is overdwars breed. De romp is langwerpig en tonvormig. Er zijn zeven halswervels. De halswervels hebben hypapofysen, centrale richels op de voorste onderzijde. Nekribben en buikribben ontbreken. De chevrons, de uitsteeksels op de onderzijden van de staartwervels, vormen matig lange stekels. Het schouderblad is nauw en langwerpig. De polsbeenderen missen een verlenging richting onderarm. Het darmbeen van het bekken heeft een hoog schuin naar voren en boven gericht blad. De voetklauwen zijn groot en gekromd.

### Skelet

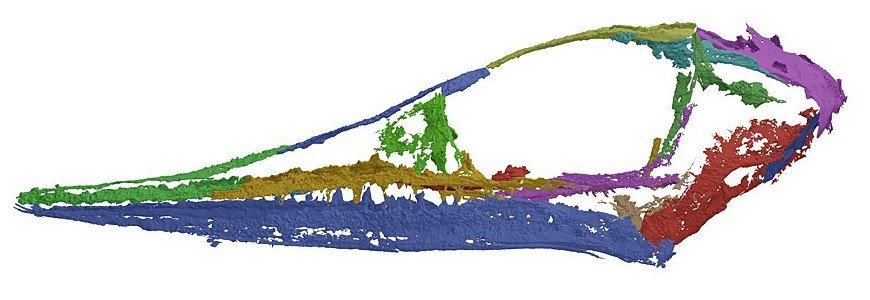
Een CAT-scan van de schedel

De schedel van Mirasaura is relatief klein. De snuit is smal in bovenaanzicht en taps toelopend. In zijaanzicht geldt dit nog sterker zodat de snuit lager is dan breed. Zo ontstaat een delicate pincetvormige punt. In de praemaxillae staan geen tanden. De snuit is iets naar boven gebogen. Ook de voorste onderkaak is tandeloos, zeer laag en naar boven gebogen. Een fenestra mandibularis ontbreekt. Het bovenkaaksbeen is eveneens een lage dunne structuur. Waar praemaxilla en bovenkaaksbeen elkaar raken, begint een langwerpig neusgat dat doorloopt tot vlak bij de oogkas en middenin vrij hoog is. De neusgaten worden vooraan gescheiden door achterste takken van de praemaxillae en achteraan door smalle neusbeenderen. Het neusbeen heeft achteraan een neergaande tak die door een inkeping gescheiden is van het hoofdlichaam, welke inkeping de achterste bovenhoek vormt van het neusgat. Vóór de oogkassen liggen plaatvormige elementen waarvan de identiteit onzeker is. Een fenestra antorbitalis ontbreekt. De oogkassen zijn zeer groot en iets naar voren gedraaid. Het schedeldak is bol gewelfd, vooraan bestaand uit brede voorhoofdsbeenderen en achteraan uit wandbeenderen die elkaar overdwars raken in een rechte lijn. Het geheel maakt een sterk vogelachtige indruk wat verklaart waarom de BAND, de kleine groep wetenschappers die in de jaren negentig in het debat over de oorsprong van de vogels meenden dat die geen dinosauriërs waren, een standpunt at tegenwoordig geheel verouderd is, onder zulke vormen alternatieve vogelvoorouders zocht. Het achterhoofd helt 40° naar achteren. Het jukbeen raakt het quadratum niet zodat het onderste slaapvenster onderaan niet gesloten is, zoals bij veel basale Diapsida. Het verhemelte draagt pterygoïde tanden.
De nek is korter dan de schedel, robuust en hol naar boven gekromd. De wervels staan een grote beweeglijkheid toe doordat hun gewrichten zadelvormig zijn wat heterocoelie genoemd wordt. De voorste rug is ook hol, maar gaat dan plots over in een hoge bochel. Ook daarachter zijn de doornuitsteeksels eerst hoog en plaatvormig, maar worden al snel lager en naar achteren gericht. De romp is langwerpig en vrij laag, overgaand in een tamelijk korte grijpstaart die matig hoog is. De ribben hebben een enkele kop. Er zijn twee sacrale wervels. De ledematen zijn relatief kort. De ellepijp is niet extreem halvemaanvormig vergroot, maar bezit een processus olecrani. Het darmbeen steekt niet duidelijk achter het heupgewricht uit. Er is een grijpvoet aanwezig waarvan de voorlaatste kootjes verlengd zijn.

### Rugkam
Op het midden van de voorste rug staat een reeks langwerpige "aanhangsels" (appendages genoemd hoewel er geen aanwijzingen zijn dat ze hangen) of uitstulpingen van de huid. Deze vertakken zich niet en overlappen elkaar strak. Naar achteren nemen ze geleidelijk in hoogte af. Het voorste "aanhangsel" is het hoogst, viermaal langer dan de achterste. Hij is ook het overdwars smalst. Er is geen bewijs dat ze een op een overeenkomen met de wervels. Bij het holotype zijn er zestien "aanhangsels"; de grootste kam bewaart er twintig. Het voorste element heeft een bolle voorrand, het achterste een holle achterrand. De "aanhangsels" zijn onderaan smal met evenwijdig lopende randen. Bovenaan worden ze breder en krommen naar achter. Het onderste deel maakt voor in de reeks twee derden van de hoogte uit, achter in de reeks vermindert dat. Het onderste deel is horizontaal verdeeld in drie banden. Ook het bovenste deel heeft drie horizontale sectoren. Twee laminae, voor en achter, worden verdeeld door een middelste structuur. De laminae zijn ongelijk gevormd met de voorste iets smaller dan de achterste. De middenstructuur is lastig te interpreteren. Hij kan de zichtbare vorm hebben van twee dicht bij elkaar gelegen min of meer evenwijdige lijnen waarvan de voorste donkerder is. Naar boven toe wordt de middenstructuur breder. Ook de randen van de laminae zien er uit als donkere strepen evenwijdig aan de middenstructuur.

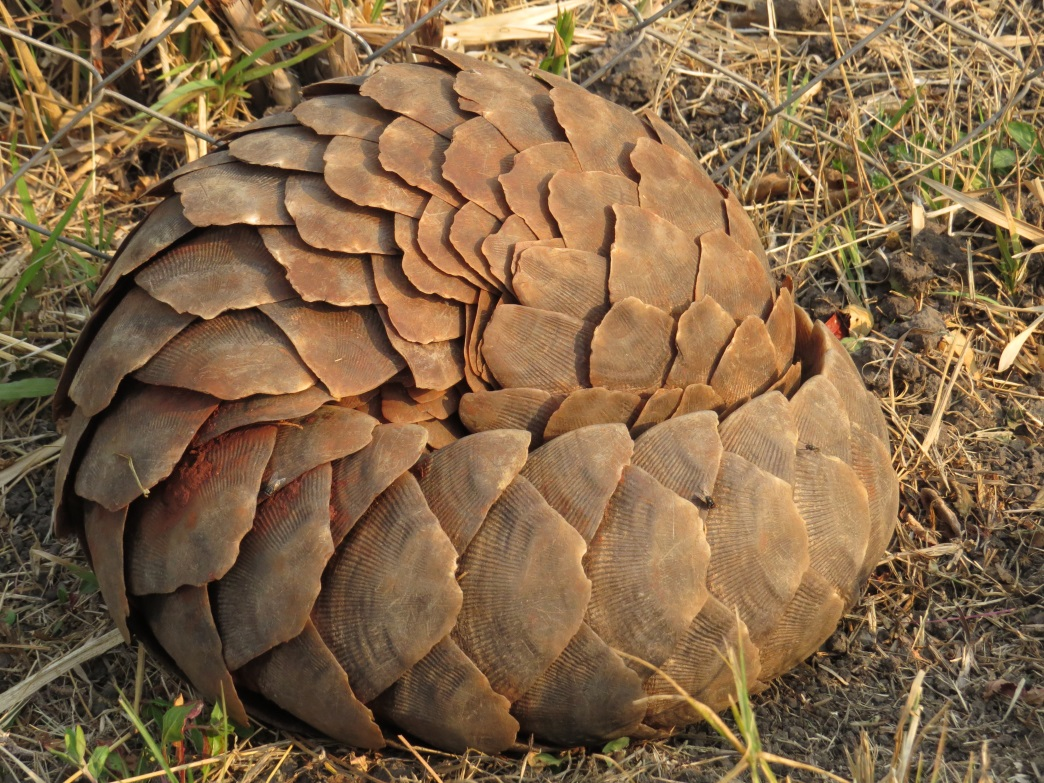
De schubben van schubdieren hebben ook richels en vouwen

De middenstructuur heeft veel wetenschappelijke belangstelling gewekt, vooral omdat de donkere kleur verklaard zou kunnen worden door de aanwezigheid van organisch materiaal. Dat kan van Mirasaura zelf zijn of van bacteriën die de oorspronkelijke weke delen omgezet hebben. De strepen zijn onderzocht met een scanning-elektronenmicroscoop (SEM) en door middel van energiedispersieve röntgenspektroscopie. Daarbij bleek dat ze een hoog gehalte aan koolstof bezitten wat de organische hypothese bevestigt. Daarnaast zijn er sporen van ijzer, nikkel, koper en mangaan. Hierbij bleek ook dat de lijnen aan de randen van de verschillende structuren opstaande richels zijn. Doordat de fossiele afzettingen niet heel duidelijk gelaagd zijn, zijn de bovenste uiteinden van de "aanhangsels" vaak niet goed gedefinieerd zodat hun precieze vorm onzeker is.
Bij de meeste "aanhangsels" zijn duidelijke rimpels of vouwen, rugae, zichtbaar. Onderaan liggen die vooral op de centrale band en zijn horizontaal of gebogen gericht, in boven elkaar geplaatste reeksen. Bovenaan zijn ze vaker schuin omhoog of omlaag gericht. De vouwen zijn niet sterk gestructureerd en vormen geen vertakkingen of verdelingen van de "aanhangsels". Het lijkt erop dat ze bij leven plooibaar waren gezien een grote variabiliteit aan kreuken. Bij Longisquama schijnt de toestand gelijkend te zijn, ondanks de geheel andere wijze van preservering als opvulsels. Deze structuren zouden een min of meer regelmatige richelsculptuur kunnen hebben gevormd zoals bij sommige huidige hagedissen en schubdieren. Een alternatieve verklaring is dat ze een tafonomisch artefact zijn veroorzaakt door een verschrompeling van een hoornlaag door uitdroging na de dood gevolgd door een verharding van het omringende sediment.
Sinds 2008 zijn er gefossiliseerde melanosomen gemeld, organellen die zwart pigment bevatten, die informatie verschaffen over de kleurtekening bij sommige uitgestorven dieren zoals dinosauriërs. Deze zijn via SEM-technieken ook bij Mirasaura aangetoond en bleken op sommige punten vrij talrijk of clusters vormend. Ze zijn eirond of staafvormig, gemiddeld 1143 nanometer lang en 412 nm breed. Ze overlappen in langwerpigheid maar in geringe mate met de melanosomen in de haren van moderne zoogdieren en nauwelijks met de melanosomen in de huid van moderne basale reptielen, maar overlappen met het ruime bereik van de veren van moderne vogels (die ook reptielen zijn).

## Fylogenie
Een cladistische analyse plaatst Mirasaura in de Drepanosauromorpha als zustersoort van Longisquama. Dat zou betekenen dat de drepanosauromorfen twintig miljoen jaar ouder zijn dan eerder bewezen kon worden. Volgens de analyse staan ze basaal in de Diapsida als zustergroep van de Sauria en niet in de Archosauromorpha. De beschrijvers wijzen er echter op dat de beperkte fossielen en hun sterke specialisatie aan een klimmende of gravende levenswijze het resultaat onzeker maken. Ze staan echter duidelijk buiten de Archosauriformes zoals blijkt uit het ontbreken van een fenestra antorbitalis en fenestra mandibularis als mede de gesloten onderrand van het onderste slaapvenster. Dat betekent ook dat de BAND zeker ongelijk had: de splitsing met de groep die de vogels omvat, de Avemetatarsalia, is minstens zo oud als het middelste Perm en ligt vermoedelijk in het vroege Perm.
|  | Longisquama |
|  |             |
|  | Mirasaura   |
|  |             |

|  | Dolabrosaurus                                                |
|  |                                                              |
|  | Megalancosaurus                                              |
|  |                                                              |
|  | \| \| Avicranium \| \| \| \| \| \| Drepanosaurus \| \| \| \| |
|  |                                                              |
|  | Avicranium                                                   |
|  |                                                              |
|  | Drepanosaurus                                                |
|  |                                                              |

|  | Avicranium    |
|  |               |
|  | Drepanosaurus |
|  |               |

|  | Dolabrosaurus                                                |
|  |                                                              |
|  | Megalancosaurus                                              |
|  |                                                              |
|  | \| \| Avicranium \| \| \| \| \| \| Drepanosaurus \| \| \| \| |
|  |                                                              |
|  | Avicranium                                                   |
|  |                                                              |
|  | Drepanosaurus                                                |
|  |                                                              |

|  | Avicranium    |
|  |               |
|  | Drepanosaurus |
|  |               |

|  | Longisquama |
|  |             |
|  | Mirasaura   |
|  |             |

|  | Dolabrosaurus                                                |
|  |                                                              |
|  | Megalancosaurus                                              |
|  |                                                              |
|  | \| \| Avicranium \| \| \| \| \| \| Drepanosaurus \| \| \| \| |
|  |                                                              |
|  | Avicranium                                                   |
|  |                                                              |
|  | Drepanosaurus                                                |
|  |                                                              |

|  | Avicranium    |
|  |               |
|  | Drepanosaurus |
|  |               |

|  | Dolabrosaurus                                                |
|  |                                                              |
|  | Megalancosaurus                                              |
|  |                                                              |
|  | \| \| Avicranium \| \| \| \| \| \| Drepanosaurus \| \| \| \| |
|  |                                                              |
|  | Avicranium                                                   |
|  |                                                              |
|  | Drepanosaurus                                                |
|  |                                                              |

|  | Avicranium    |
|  |               |
|  | Drepanosaurus |
|  |               |

|  | Longisquama |
|  |             |
|  | Mirasaura   |
|  |             |

|  | Dolabrosaurus                                                |
|  |                                                              |
|  | Megalancosaurus                                              |
|  |                                                              |
|  | \| \| Avicranium \| \| \| \| \| \| Drepanosaurus \| \| \| \| |
|  |                                                              |
|  | Avicranium                                                   |
|  |                                                              |
|  | Drepanosaurus                                                |
|  |                                                              |

|  | Avicranium    |
|  |               |
|  | Drepanosaurus |
|  |               |

|  | Dolabrosaurus                                                |
|  |                                                              |
|  | Megalancosaurus                                              |
|  |                                                              |
|  | \| \| Avicranium \| \| \| \| \| \| Drepanosaurus \| \| \| \| |
|  |                                                              |
|  | Avicranium                                                   |
|  |                                                              |
|  | Drepanosaurus                                                |
|  |                                                              |

|  | Avicranium    |
|  |               |
|  | Drepanosaurus |
|  |               |

|  | Longisquama |
|  |             |
|  | Mirasaura   |
|  |             |

|  | Dolabrosaurus                                                |
|  |                                                              |
|  | Megalancosaurus                                              |
|  |                                                              |
|  | \| \| Avicranium \| \| \| \| \| \| Drepanosaurus \| \| \| \| |
|  |                                                              |
|  | Avicranium                                                   |
|  |                                                              |
|  | Drepanosaurus                                                |
|  |                                                              |

|  | Avicranium    |
|  |               |
|  | Drepanosaurus |
|  |               |

|  | Dolabrosaurus                                                |
|  |                                                              |
|  | Megalancosaurus                                              |
|  |                                                              |
|  | \| \| Avicranium \| \| \| \| \| \| Drepanosaurus \| \| \| \| |
|  |                                                              |
|  | Avicranium                                                   |
|  |                                                              |
|  | Drepanosaurus                                                |
|  |                                                              |

|  | Avicranium    |
|  |               |
|  | Drepanosaurus |
|  |               |

|  | Coelurosauravus                                                   |
|  |                                                                   |
|  | \| \| Rautiania spp. \| \| \| \| \| \| Weigeltisaurus \| \| \| \| |
|  |                                                                   |
|  | Rautiania spp.                                                    |
|  |                                                                   |
|  | Weigeltisaurus                                                    |
|  |                                                                   |

|  | Rautiania spp. |
|  |                |
|  | Weigeltisaurus |
|  |                |

|  | Acerosodontosaurus |
|  |                    |
|  | Hovasaurus         |
|  |                    |
|  | Thadeosaurus       |
|  |                    |

|  | Youngina                                |
|  |                                         |
|  | Tropidostoma Assemblage Zone "Youngina" |
|  |                                         |

|  | Acerosodontosaurus |
|  |                    |
|  | Hovasaurus         |
|  |                    |
|  | Thadeosaurus       |
|  |                    |

|  | Youngina                                |
|  |                                         |
|  | Tropidostoma Assemblage Zone "Youngina" |
|  |                                         |

|  | Archosauromorpha                                                    |
|  |                                                                     |
|  | \| \| Pantestudines \| \| \| \| \| \| Lepidosauromorpha \| \| \| \| |
|  |                                                                     |
|  | Pantestudines                                                       |
|  |                                                                     |
|  | Lepidosauromorpha                                                   |
|  |                                                                     |

|  | Pantestudines     |
|  |                   |
|  | Lepidosauromorpha |
|  |                   |

|  | Longisquama |
|  |             |
|  | Mirasaura   |
|  |             |

|  | Dolabrosaurus                                                |
|  |                                                              |
|  | Megalancosaurus                                              |
|  |                                                              |
|  | \| \| Avicranium \| \| \| \| \| \| Drepanosaurus \| \| \| \| |
|  |                                                              |
|  | Avicranium                                                   |
|  |                                                              |
|  | Drepanosaurus                                                |
|  |                                                              |

|  | Avicranium    |
|  |               |
|  | Drepanosaurus |
|  |               |

|  | Dolabrosaurus                                                |
|  |                                                              |
|  | Megalancosaurus                                              |
|  |                                                              |
|  | \| \| Avicranium \| \| \| \| \| \| Drepanosaurus \| \| \| \| |
|  |                                                              |
|  | Avicranium                                                   |
|  |                                                              |
|  | Drepanosaurus                                                |
|  |                                                              |

|  | Avicranium    |
|  |               |
|  | Drepanosaurus |
|  |               |

|  | Longisquama |
|  |             |
|  | Mirasaura   |
|  |             |

|  | Dolabrosaurus                                                |
|  |                                                              |
|  | Megalancosaurus                                              |
|  |                                                              |
|  | \| \| Avicranium \| \| \| \| \| \| Drepanosaurus \| \| \| \| |
|  |                                                              |
|  | Avicranium                                                   |
|  |                                                              |
|  | Drepanosaurus                                                |
|  |                                                              |

|  | Avicranium    |
|  |               |
|  | Drepanosaurus |
|  |               |

|  | Dolabrosaurus                                                |
|  |                                                              |
|  | Megalancosaurus                                              |
|  |                                                              |
|  | \| \| Avicranium \| \| \| \| \| \| Drepanosaurus \| \| \| \| |
|  |                                                              |
|  | Avicranium                                                   |
|  |                                                              |
|  | Drepanosaurus                                                |
|  |                                                              |

|  | Avicranium    |
|  |               |
|  | Drepanosaurus |
|  |               |

|  | Longisquama |
|  |             |
|  | Mirasaura   |
|  |             |

|  | Dolabrosaurus                                                |
|  |                                                              |
|  | Megalancosaurus                                              |
|  |                                                              |
|  | \| \| Avicranium \| \| \| \| \| \| Drepanosaurus \| \| \| \| |
|  |                                                              |
|  | Avicranium                                                   |
|  |                                                              |
|  | Drepanosaurus                                                |
|  |                                                              |

|  | Avicranium    |
|  |               |
|  | Drepanosaurus |
|  |               |

|  | Dolabrosaurus                                                |
|  |                                                              |
|  | Megalancosaurus                                              |
|  |                                                              |
|  | \| \| Avicranium \| \| \| \| \| \| Drepanosaurus \| \| \| \| |
|  |                                                              |
|  | Avicranium                                                   |
|  |                                                              |
|  | Drepanosaurus                                                |
|  |                                                              |

|  | Avicranium    |
|  |               |
|  | Drepanosaurus |
|  |               |

|  | Longisquama |
|  |             |
|  | Mirasaura   |
|  |             |

|  | Dolabrosaurus                                                |
|  |                                                              |
|  | Megalancosaurus                                              |
|  |                                                              |
|  | \| \| Avicranium \| \| \| \| \| \| Drepanosaurus \| \| \| \| |
|  |                                                              |
|  | Avicranium                                                   |
|  |                                                              |
|  | Drepanosaurus                                                |
|  |                                                              |

|  | Avicranium    |
|  |               |
|  | Drepanosaurus |
|  |               |

|  | Dolabrosaurus                                                |
|  |                                                              |
|  | Megalancosaurus                                              |
|  |                                                              |
|  | \| \| Avicranium \| \| \| \| \| \| Drepanosaurus \| \| \| \| |
|  |                                                              |
|  | Avicranium                                                   |
|  |                                                              |
|  | Drepanosaurus                                                |
|  |                                                              |

|  | Avicranium    |
|  |               |
|  | Drepanosaurus |
|  |               |

|  | Coelurosauravus                                                   |
|  |                                                                   |
|  | \| \| Rautiania spp. \| \| \| \| \| \| Weigeltisaurus \| \| \| \| |
|  |                                                                   |
|  | Rautiania spp.                                                    |
|  |                                                                   |
|  | Weigeltisaurus                                                    |
|  |                                                                   |

|  | Rautiania spp. |
|  |                |
|  | Weigeltisaurus |
|  |                |

|  | Acerosodontosaurus |
|  |                    |
|  | Hovasaurus         |
|  |                    |
|  | Thadeosaurus       |
|  |                    |

|  | Youngina                                |
|  |                                         |
|  | Tropidostoma Assemblage Zone "Youngina" |
|  |                                         |

|  | Acerosodontosaurus |
|  |                    |
|  | Hovasaurus         |
|  |                    |
|  | Thadeosaurus       |
|  |                    |

|  | Youngina                                |
|  |                                         |
|  | Tropidostoma Assemblage Zone "Youngina" |
|  |                                         |

|  | Archosauromorpha                                                    |
|  |                                                                     |
|  | \| \| Pantestudines \| \| \| \| \| \| Lepidosauromorpha \| \| \| \| |
|  |                                                                     |
|  | Pantestudines                                                       |
|  |                                                                     |
|  | Lepidosauromorpha                                                   |
|  |                                                                     |

|  | Pantestudines     |
|  |                   |
|  | Lepidosauromorpha |
|  |                   |

## Evolutie
De rugkammen van Mirasaura en Longisquama lijken sterk op elkaar en zijn vermoedelijk homoloog en daarmee een aanwijzing dat beide soorten nauw verwant zijn. Nergens in de rest van dierenwereld zijn gelijksoortige structuren te vinden. De elementen van de rugkammen zijn opmerkelijk lang, vooral in verhouding tot het lichaam als geheel. Ook uniek is hoe smal ze zijn, zeker aan de basis terwijl het bovenste uiteinde verbreed is. Schubben van reptielen hebben nooit zo'n vorm. De melanosomen van de rugkammen zijn fundamenteel verschillend van die van zoogdieren en basale reptielen.
De melanosomen lijken echter op die van vogels. De "aanhangsels" op de rug hebben daarbij veel overeenkomsten met veren: ook die zijn langwerpig, hebben een smalle basis en een breder bovenste uiteinde, en tonen een centrale structuur. Volgens de beschrijvers van Mirasaura berusten die overeenkomsten toch op toeval en zijn daarbij oppervlakkig. Anders dan bij veren zijn de aanhangsels niet vertakt. Hun centrale structuur is niet homoloog aan de schacht van vogels want die wordt gevormd door de vergroeiing van de bases van de baarden en de aanhangsels hebben helemaal geen baarden. 
Er is wel gesproken van een "triadische wapenwedloop" waarin Therapsida en Archosauria met elkaar wedijverden in een verhoogde stofwisseling en vergrote herseninhoud, mogelijk gemaakt door een isolerende lichaamsbedekking van respectievelijk haren en (proto)veren. Er zijn echter geen aanwijzingen dat de Drepanosauromorpha warmbloedig waren en ze lijken een derde evolutietraject van lichaamsbedekking te vertegenwoordigen. Kennelijk waren ze in de vroege Jura al uitgestorven.

## Levenswijze
De tandeloze spitse snuit lijkt nuttig om kleine ongewervelden uit spleten te peuteren. De bouw van de voet wijst op een klimmende levenswijze.
Omdat de rugkam bestaat uit een enkele rij ongepaarde elementen, achten de beschrijvers het onwaarschijnlijk dat die gebruikt werd om te glijden of voor het warmhouden van het lichaam. Daarvoor zou het nodig geweest zijn dat de kam links en rechts opengeklapt werd. De mogelijkheid dat de kam kon dienen om te parachuteren, bij voorbeeld door een val af te remmen door een dwarrelende beweging op gang te brengen, werd niet besproken. Men verwierp ook de mogelijkheid van mimicry zoals via camouflage of het afschrikken van roofdieren door het nabootsen van een of ander gevaarlijk organisme (mimicry van Bates). Uit de Grès à Voltzia zijn geen gelijkende taxa bekend.
De meest waarschijnlijke verklaring zag men, gezien het formaat en de verticale oriëntatie, in het afgeven van een of ander visueel signaal, aan soortgenoten of roofdieren. Mirasaura had gezien zijn enorme, en naar voren gerichte, oogkassen, een uitstekend gezichtsvermogen. Als boombewoner had hij vermoedelijk een goed dieptezicht, en de meeste reptielen zijn tetrachroom en zien dus vier kleurdimensies. Illustraties in de pers tonen de kam fel gekleurd. De bochel van de rug ligt recht onder de voorrand van de kam en kan de functie gehad hebben die verticaal te verlengen. In 2012 werd geopperd dat de kam van Longisquama naar achteren over de romp kon worden gevouwen. Bij althans Mirasaura staat de kam echter altijd verticaal. De bases van de elementen lijken ook te smal om een voldoende krachtige musculatuur te verankeren om de kam naar achteren te trekken.